# Uoke
Uoke, ou encore Uoké en français comme en espagnol, est une divinité peut-être issue de la mythologie Rapanui et présente dans les traditions modernes des habitants de l'île de Pâques (Rapa Nui). Uoké est décrit comme un dieu de la dévastation, qui selon la tradition, serait la cause de l'actuelle géographie de l'île de Pâques... et du Pacifique.

## Légende
Il n'y a pas d'ancienne légende, antérieure à la catastrophe démographique de 1862, mentionnant Uoké qui n'est cité ni par les naturalistes Reinhold et Georg Forster, ni par le missionnaire Eugène Eyraud dans ses lettres. La légende apparaît au XXe siècle sous la plume du père Sebastián Englert (qui reçut Thor Heyerdahl dans l'île) et semble en relation avec le mythe, introduit par les Européens, du continent Mu, mythe selon lequel Rapa Nui (l'île de Pâques) était auparavant un territoire de la taille d'un continent, dont l'étendue atteignait géographiquement une autre grande terre, celle de Puku-Puhipuhi.

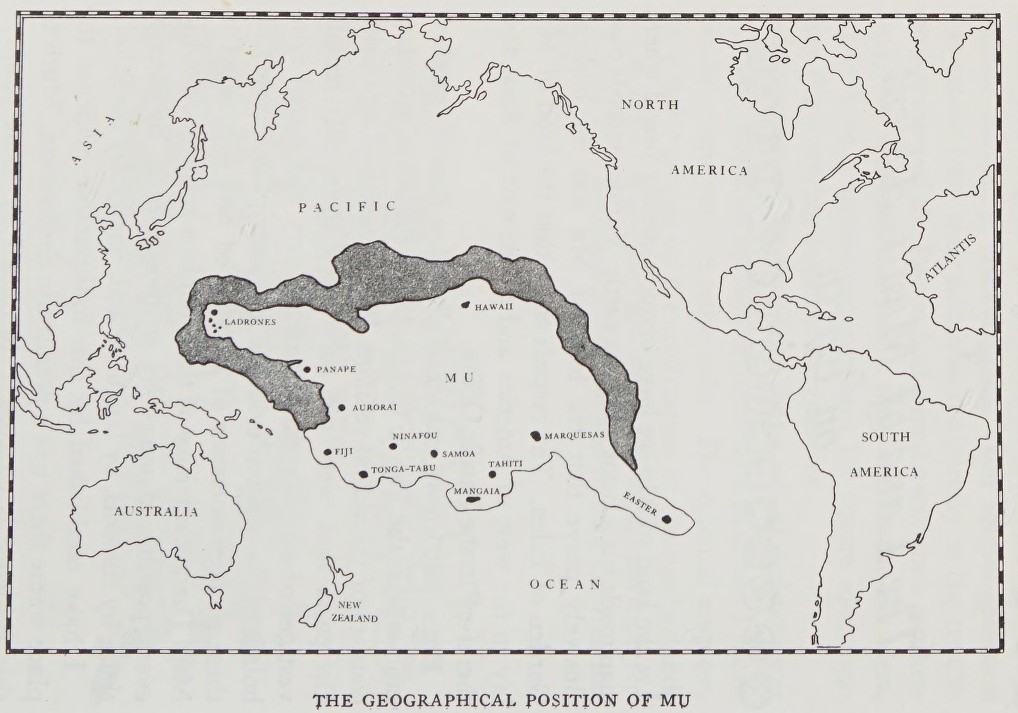
Carte de Mu selon James Churchward : Rapa-Nui est à l'extrémité orientale.

Selon ce mythe, Uoké était capable de soulever et d'immerger les grandes terres de la mer, en utilisant un énorme levier : il frappa et immergea Rapa Nui, action qui eut pour conséquence l'élévation de Puku-Puhipuhi. La divinité prit goût à la tâche, jusqu'au moment où le levier se brisa soudainement, laissant d'un côté Rapa Nui presque totalement immergée, isolée dans l'océan Pacifique, et de l'autre Puku-Puhipuhi à sa hauteur maximale. Pour cette raison, n'émerge de la mer aujourd'hui seulement qu'une petite partie de Rapa Nui, c'est-à-dire les sommets de ce qui fut autrefois les plus hautes montagnes. L'étendue de ce qui fut la plus grande terre de Rapa Nui est aujourd'hui submergée alors que le continent Puku-Puhipuhi, assimilé à l'Amérique du Sud, demeure au dessus de la ligne de flottaison. 
Dans la mythologie Rapa Nui actuelle, Uoké et son levier sont également responsables de la destruction du foyer de peuplement ancestral de l'île mythique de Hiva (assimilée à Hiva Oa ou Nuku Hiva).